# Skärsjön (Nora socken, Uppland)
Skärsjön är en sjö i Heby kommun i Uppland och ingår i Tämnaråns huvudavrinningsområde. Sjön är 2 meter djup, har en yta på 1,44 kvadratkilometer och befinner sig 59 meter över havet. Sjön avvattnas av vattendraget Bjurvallabäcken.
Skärsjön omtalas första gången indirekt 1312, då byn Skärsjö, namngiven efter sjön upptas i markgäldsförteckningen. Sjönamnet förled är fornsvenska skær som betyder klar, syftande på det klara vattnet i sjön.

## Delavrinningsområde
Skärsjön ingår i det delavrinningsområde (667834-156477) som SMHI kallar för Utloppet av Skärsjön. Medelhöjden är 64 meter över havet och ytan är 8,51 kvadratkilometer. Det finns inga avrinningsområden uppströms utan avrinningsområdet är högsta punkten. Bjurvallabäcken som avvattnar avrinningsområdet har biflödesordning 2, vilket innebär att vattnet flödar genom totalt 2 vattendrag innan det når havet efter 92 kilometer. Avrinningsområdet består mestadels av skog (65 procent). Avrinningsområdet har 1,42 kvadratkilometer vattenytor vilket ger det en sjöprocent på 16,7 procent.